# Dehradun (stad)
Dehradun of Dehra Doon (Hindi: देहरादून) uitspraakⓘ, is de hoofdstad van de Indiase deelstaat Uttarakhand.
De stad ligt in de regio Garhwal, op 635 m hoogte in de eerste heuvels van de Himalaya (de Siwaliks), en heeft daardoor een koeler klimaat dan de Indiase vlakte in het zuiden. De heuvelrug waarop de stad ligt vormt de scheiding tussen de dalen van de Yamuna (in het westen) en de Ganges (in het oosten). Per weg is de stad verbonden met Rishikesh en Haridwar aan de Ganges, het hill station Mussoorie in het noorden, en Shimla en Chandigarh in het noordwesten. Dehradun is het eindstation van treinen uit Delhi.
De stad is bekend om de basmati rijst (Dehradooni rijst) en lychees die in de omgeving worden verbouwd.
In Dehradun werden na de Tibetaanse diaspora veel Tibetaanse ballingen ondergebracht.

## Geschiedenis
Vlak bij Dehradun zijn inscripties van keizer Asoka (3e eeuw v.Chr.) gevonden. Er vlakbij ligt een oud altaar waar door Raja Shilvarma (Vrisheridynastie) paardenoffers gebracht werden. De stad wordt door hindoes gezien als de plek waar in de Ramayana door Rama en Lakshmana boete werd gedaan na het doden van de demonenkoning Ravana.
"Dehra" betekent kamp en een "dun" is een vallei tussen twee bergruggen in (in dit geval de Siwliks en de Himalaya). De naam is waarschijnlijk afkomstig van het kamp van de sikhleider Goeroe Har Rai, dat in Dehradun lag. Goeroe Har Rai vluchtte aan het einde van de 17e eeuw uit Punjab naar de Siwaliks, nadat er onenigheid over het leiderschap was gerezen binnen de sikhgemeenschap. Met toestemming van de Moegoelkeizer Aurangzeb en de maharadja van Garhwal stichtte hij een gurudwara op de plek van het huidige Dehradun. Al snel groeide een nederzetting rondom het kamp van de goeroe.
In 1757 werd Dehradun veroverd door de radja van Saharanpur. Daarna wisselde de stad een aantal malen van machthebber. De Nepalese Gurkha's werden in 1815 door de Britten uit Dehradun verdreven, waarna het gebied onderdeel van Brits-Indië werd. In de koloniale tijd groeide de stad dankzij zijn milde klimaat uit tot een belangrijk administratief en educatief centrum.
In de Tweede Wereldoorlog bevond zich in Dehradun een detentiekamp waar Duitse staatsburgers werden vastgehouden. Een van de gevangenen was Heinrich Harrer, die wist te ontsnappen en naar Tibet vluchtte.
Ook na de onafhankelijkheid is dit zo gebleven: de stad huisvest onder andere de Indian Military Academy, de Survey of India en verschillende prestigieuze kostscholen zoals de Doon School waar bijvoorbeeld Rajiv Gandhi studeerde.
Toen 9 november 2000 de nieuwe deelstaat Uttarakhand gecreëerd werd, werd Dehradun de hoofdstad.

## Toerisme
Dehradun is een belangrijk pelgrimsoord voor sikhs. In de stad bevindt zich een gurudwara op de plek van de oorspronkelijke tempel van Goeroe Har Rai.
Hoewel het ook voor andere toeristen een bestemming vormt, is Dehradun minder populair dan Mussoorie of Shimla. Veel toeristen passeren de stad op weg naar de Himalaya's in het noorden.

## Geboren
- Mohammed Nadir Sjah (1883-1933), koning van Afghanistan
- Vandana Shiva (1952), wetenschapper